# アドルフ・ライヒヴァイン

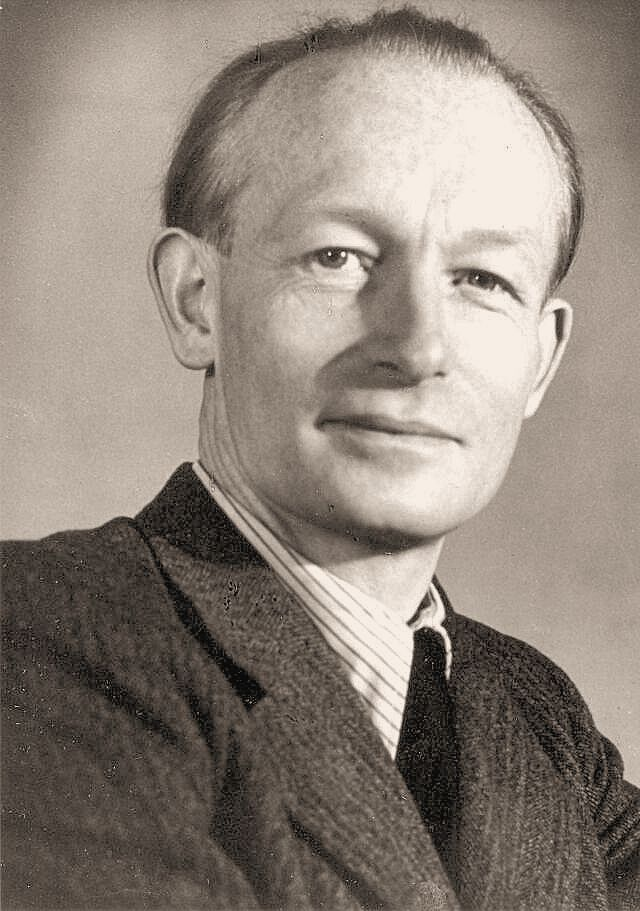
1942年頃のアドルフ・ライヒヴァイン

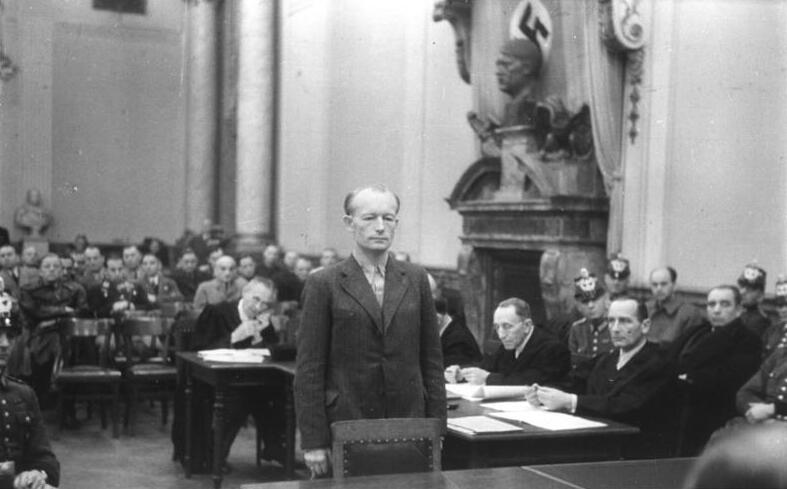
ナチ党政権期の裁判所である人民法院（Volksgerichtshof）でのアドルフ・ライヒヴァイン（1944年）

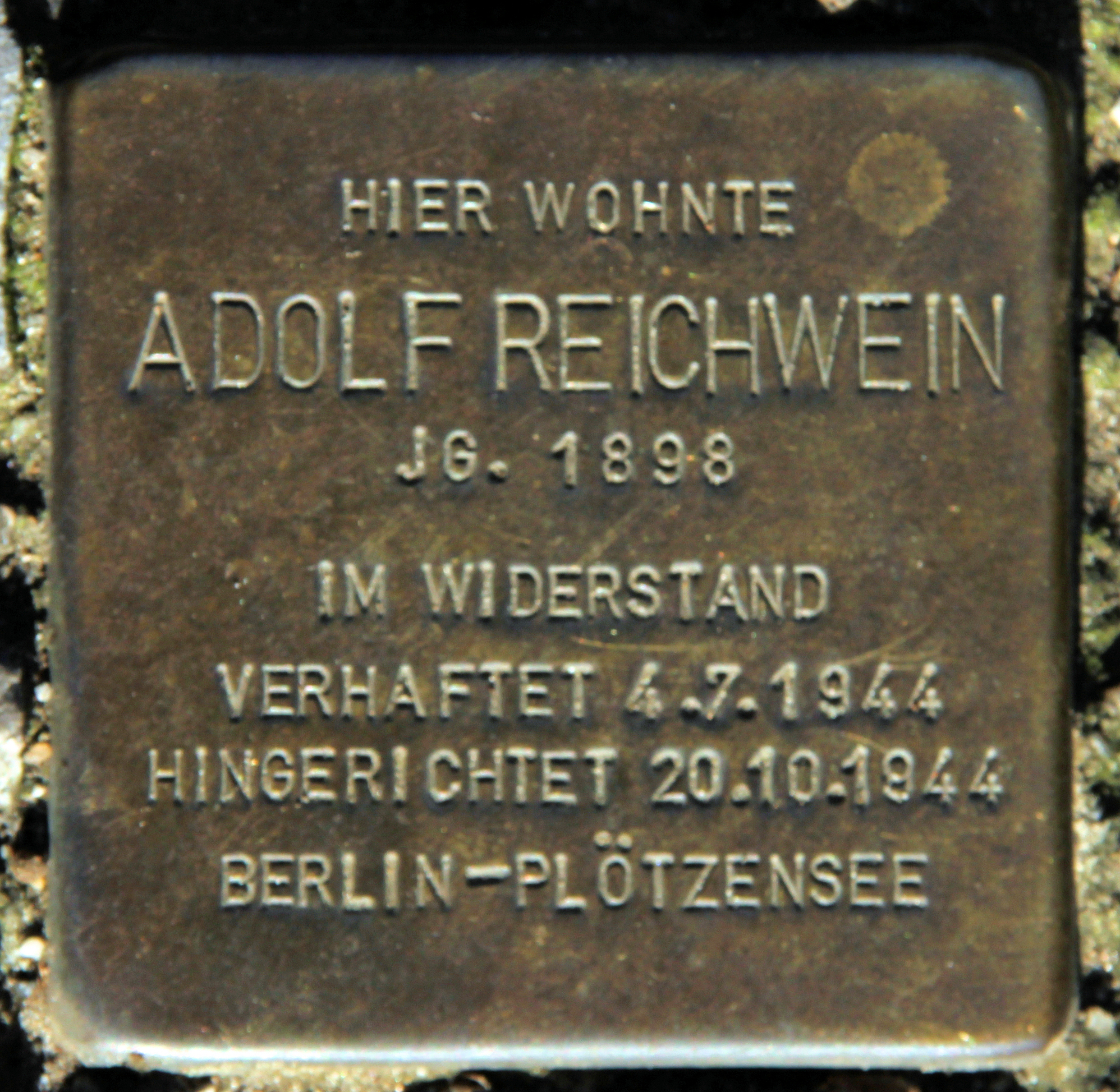
ベルリンのヴァンゼーにある家、ホーエンツォレルン通り21番地の前にあるストルパーシュタイン（「つまずきの石」）

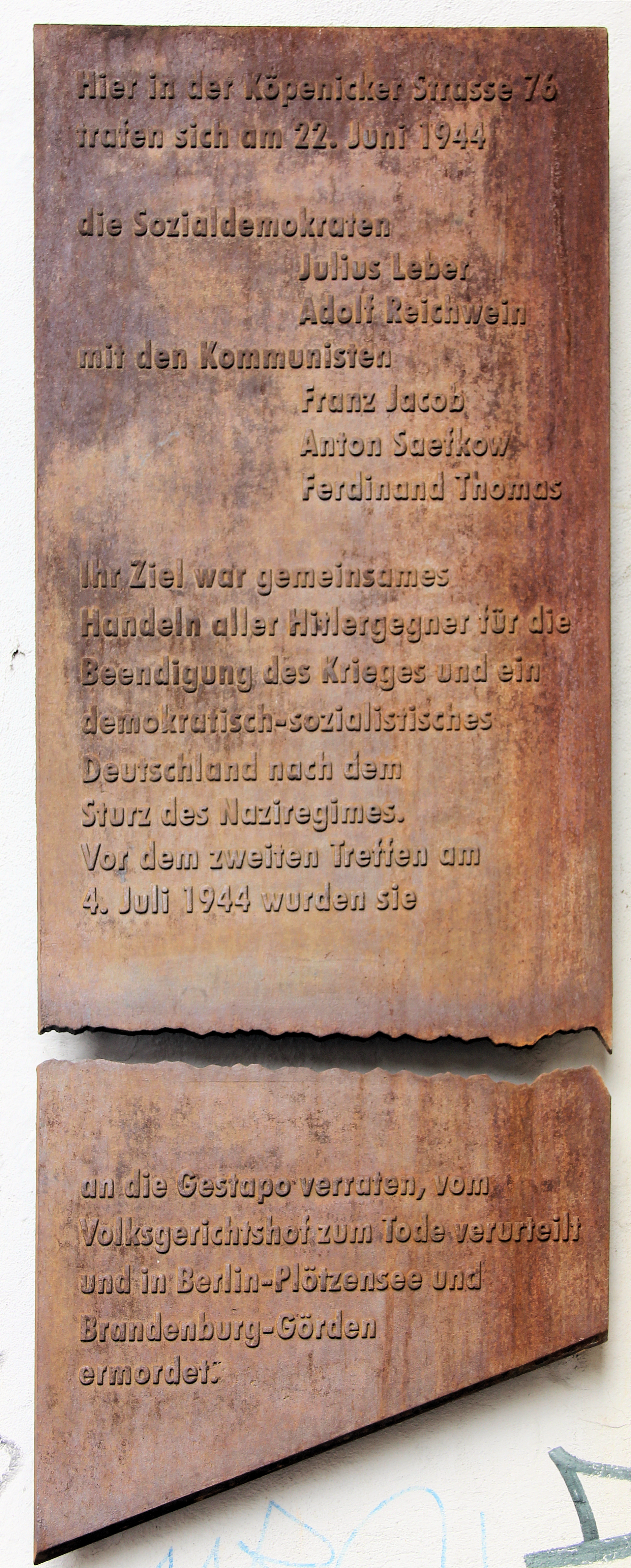
ベルリン＝ミッテのケペニカー（Köpenicker）通り76番地の家の記念プレート

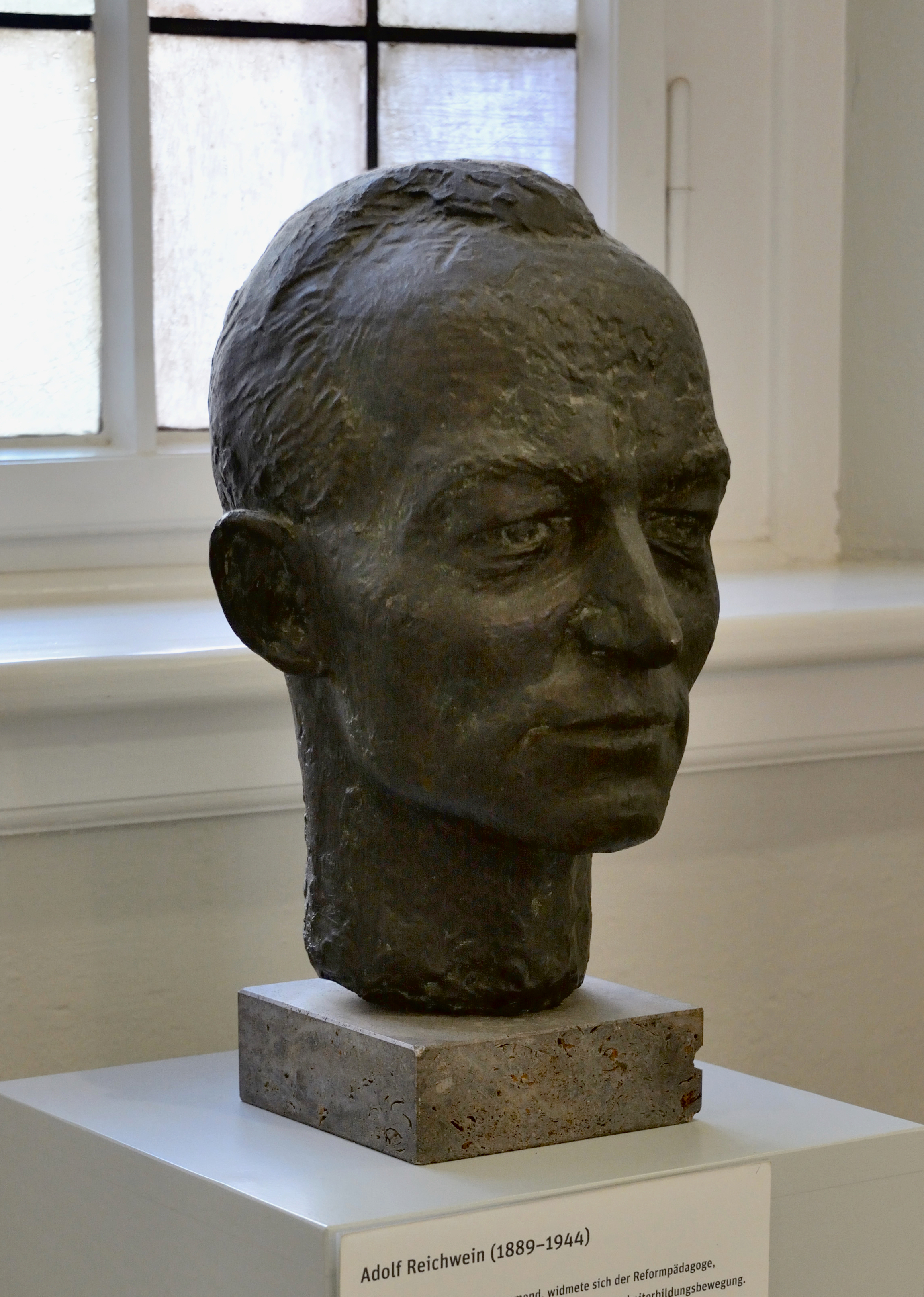
ヨーロッパ文化博物館のアドルフ・ライヒヴァインの胸像

アドルフ・ライヒヴァイン（ドイツ語: Adolf Reichwein、1898年10月3日、バート・エムス - 1944年10月20日、プレッツェンゼー）は、ドイツの教育者および文化政治家（SPD所属）。クライザウ・サークル（Kreisauer Kreises）のメンバーとして、国民社会主義の独裁政権に対する、いわゆる反ナチ運動を行ったことで知られる。

## 生涯
アドルフ・ライヒヴァインの家族は、1904年にバート・エムスからオーバー・ロスバッハ（Ober-Rosbach）に移った。父親のカール・ゴットフリート・ライヒヴァイン（Karl Gottfried Reichwein）は、1933年まで教師として働き、また合唱団やオルガン奏者としても活躍したという。アドルフ・ライヒヴァインは、オーバー・ロスバッハの小学校を卒業後、1909年からはフリートベルクのロスバッハ・フォア・デア・ヘーエにあったとされるアウグスティナーシューレ（Augustinerschule）、1914年（もしくは1915年）からはバート・ナウハイムのオーバーリアルシューレ（Oberrealschule）に通い、その後アビトゥーアに備えていたが、1916年11月、第一次世界大戦の義勇兵として徴兵された。軍隊の訓練が終わる前ではあったが、1917年2月にフリードベルクのリアルギムナジウム（Realgymnasium）でアビトゥーアに合格し、その後第一次世界大戦に出征した。1917年末、カンブレーで重傷を負った。
療養中の1918年、ライヒヴァインはフランクフルト大学でヒューゴ・シンツハイマー（Hugo Sinzheimer）やフランツ・オッペンハイマーらに師事した。1920年にはマールブルクに移り、フリードリヒ・ヴォルタース（Friedrich Wolters）が彼の最も重要な教師の一人となった。1921年には、中国が18世紀のヨーロッパに与えた知的・芸術的影響について、マールブルグで博士号を取得した（『中国とヨーロッパ（China und Europa）』というタイトルで出版）。
1920年代、ライヒヴァインはベルリンとテューリンゲンで教育政策と成人教育に積極的に取り組んだ。例えば、1929年までイエナにフォルケホイスコーレや「労作学校」を設立して指導したり、『ラップランドの飢えた行進（Hungermarsch durch Lappland）』では、若い失業者を連れて極北の地を旅した様子を日記形式で綴っている。ライヒヴァインは、レーヴェンベルガー・アーベイツゲマインシャフト（Löwenberger Arbeitsgemeinschaft）によって組織されたレーヴェンベルク労働キャンプ（Löwenberger Arbeitslager）の参加者の一人であった。1929年から1930年にかけて、プロイセンの文化大臣カール・ハインリッヒ・ベッカー（Carl Heinrich Becker）の印刷責任者・個人秘書を務めた。
1930年から1933年まで、ライヒヴァインはハレ（ザーレ）に新しく設立された教育学部大学の教授として働いた。後にナチズムによる「権力の掌握」の後、彼は政治的な理由で解雇された。彼はヴェルヌヘン市ティーフェンゼーで学校の教員職を求め、最終的に1938年まで教育実験を行った。ライヒヴァインは、1937年に発表した『Schaffendes Schulvolk』の中で、ワンダーフォーゲルや労作教育学の影響を受けた自分の教育コンセプトを述べており、旅行を中心に、学校の庭や学年間のプロジェクトでの活動中心の授業を行い、その中で特定の教科の授業とその歴史を知るための重要な史料を提供したという。ライヒヴァインは、レッスンの内容を夏のサークル（自然や世界の研究、Natur- und Weltkunde）と冬のサークル（「デザイナーとしての（„als Gestalter“）」／「その風景における（„in seiner Landschaft“）」人間）に分けていた。RWU（Reichsanstalt für Film und Bild in Wissenschaft und Unterricht）の教育用フィルムにも協力している。
アドルフ・ライヒヴァインは、1920年代から1930年代にかけて、自然研究におけるメディアの使用について、差別化された教育的考察を行っていた。映画に対して建設的な態度をとる彼は、改革教育運動の中ではアウトサイダー的な役割を果たす傾向があった。自著では映画というメディアがなければ、その目的とする教育目標は達成できず、ライヒヴァインにとって「組織化された観察」は「自然の存在との積極的な関係（aktives Verhältnis zu den Naturwesen）」の前提条件であるため、フィルムが使用される場合、それは「プロジェクト全体（Gesamtvorhaben）」において中心的な役割を果たす、としている。1939年からは、ベルリンの国立ドイツ民俗博物館（Staatlichen Museum für deutsche Volkskunde）で博物館教育者として働いた。 
クライザウ・サークルのメンバーとして、ヒトラーに対するレジスタンスに与し、ヒトラー政権の打倒が成功した場合には、文化大臣に抜擢されることになっていた。ユリウス・レーバーとライヒヴァインは、1944年6月22日にベルリンで、共産主義者のサエフコウ・ヤコブ・ベシュトライン組織の主要メンバーと会い、その中にはゲシュタポの情報提供者エルンスト・ランボウもいた。レーバーとライヒヴァインの見解では、この会合の目的は、共産主義者を1944年7月20日の陰謀に巻き込み、新しい国家秩序に引き入れることであった。 これらの努力は、クラウス・フォン・シュタウフェンベルクの知識と相談の上で行われた。ベルリンの共産主義者、アントン・サエフコウやフランツ・ヤコブとの対話は、非常に建設的なものだったと言われている。 1944年7月4日、共産主義者との別の会合に向かう途中、ライヒヴァインはゲシュタポに逮捕され、「人民法廷」でローランド・フライスラーの下で裁判を受けた後、1944年10月20日にベルリン・プレッツェンゼー刑務所（Strafgefängnis Berlin-Plötzensee）で絞首刑に処された。
アドルフ・ライヒヴァインは改革教育学者のローズマリー・ライヒヴァイン（Rosemarie Reichwein）と結婚し、4人の子供がいた。

## その他
ここではライヒヴァインを名の由来とするものや彼について作られた構築物について述べる。
プレッツェンゼー刑務所近くにはライヒヴァインダム（Reichweindamm）という地区があり、これはライヒヴァインにちなんで名付けられたものである。
ノイコルン（ベルリンの地区）、デュッセルドルフ、ヘッセン、フランクフルト・アム・マイン、フライブルク、フリートベルク、ハレ（サーレ）、ホイゼンシュタム（レアルシューレ、ギムナジウム）、ヒルデン、イエナ、キール、ランゲン、ランゲンハーゲン、リンブルク・アン・デア・ラーン、リューデンシャイト、マールブルク、マイト、モアーズ、ノイ＝アンスパハ、ニュルンベルク、ポールハイム、プレツシュ（エルベ）、ウィーデンなどドイツ各地にライヒヴァインに因んだ名前が見られる。ニーダーザクセン州の町ツェレにある教育学アカデミーも、ライヒヴァインにちなんで名付けられている。ツェレのアドルフ・ライヒヴァイン大学は、1953年にオスナブリュックに移転している。なおこの大学は1974年にオスナブリュック大学と合併した。
さらに多くの都市には、「アドルフ＝ライヒヴァイン＝シュトラーセ」があります。ジーゲンには、ライヒヴァインにちなんで名付けられたジーゲン大学のメインキャンパスがある。故郷のロスバッハの市庁舎はアドルフ・ライヒヴァイン・ハレに改名されている。シュトラールズントにあるドイツ海事博物館の中庭にあるカッター船の「アドルフ・ライヒヴァイン」は、1949年からライヒヴァインと呼ばれているという。
彫刻家クヌート・ヌードセン（Knud Knudsen）によって作成されたライヒヴァインの胸像は、1950年代からベルリンのシュマルゲンドルフ市庁舎（Rathaus Schmargendorf）に立っていた。 1968年、市庁舎にある地区図書館は「アドルフ・ライヒヴァイン図書館」と名付けられた。 
またハレのトーマス・ミュンツァー体育館と、1938年まで働いていたティーフェンゼーの旧校舎に記念の盾がある。さらにヴァンゼーとヴィッテにあるストルパーシュタインは、アドルフ・ライヒヴァインを彷彿とさせる。

## 著作
- China und Europa. Osterheld, Berlin 1923.
- Mexiko erwacht. „La tierra pará quien la trabája!“ Bibliographisches Institut, Leipzig 1930.
- Schaffendes Schulvolk. Kohlhammer, Stuttgart / Berlin 1937.
- Film in der Landschule. Kohlhammer, Stuttgart / Berlin 1938.
- Wolfgang Klafki u. a. (Hrsg.): Schaffendes Schulvolk – Film in der Schule. Die Tiefenseer Schulschriften. Beltz, Weinheim / Basel 1993, ISBN 3-407-34063-X (kommentierte Neuausgabe beider Bände).
- Gabriele C. Pallat, Roland Reichwein, Lothar Kunz (Hrsg.): Adolf Reichwein: Pädagoge und Widerstandskämpfer. Ein Lebensbild in Briefen und Dokumenten (1914–1944). Mit einer Einführung von Peter Steinbach. Schöningh, Paderborn u. a., 1999.
- Pädagogische Schriften. Kommentierte Werkausgabe in fünf Bänden. Julius Klinkhardt, Bad Heilbrunn 2011–2015.

## 文学
- Ullrich Amlung: Reichwein, Adolf. In: Neue Deutsche Biographie (NDB). Band 21, Duncker & Humblot, Berlin 2003, ISBN 3-428-11202-4, S. 322–324 (電子テキスト版).
- Ullrich Amlung (2003). „… in der Entscheidung gibt es keine Umwege“: Adolf Reichwein 1898–1944. Reformpädagoge, Sozialist, Widerstandskämpfer (3. ed.). Schüren. ISBN 3-89472-273-8
- Ullrich Amlung (1999). Adolf Reichwein: 1898–1944. Ein Lebensbild des Reformpädagogen, Volkskundlers und Widerstandskämpfers (2. ed.). dipa. ISBN 3-7638-0399-8
- Doris Ammermann Caldwell (1998). Subjektive Deutung der Pädagogik Adolf Reichweins aus der Perspektive ehemaliger Schülerinnen der Schule in Tiefensee. Duehrkohp & Radicke
- Hans Bernd Gisevius (1946). Bis zum bittern Ende. II. Band. Fretz & Wasmuth
- James L. Henderson: Adolf Reichwein. Eine politisch-pädagogische Biographie. Herausgegeben von Helmut Lindemann. Deutsche Verlags-Anstalt, Stuttgart 1958
- Christine Hohmann (2007). Dienstbares Begleiten und später Widerstand. Der nationale Sozialist Adolf Reichwein im Nationalsozialismus. Klinkhardt. ISBN 978-3-7815-1510-9
- Einzigartig – Dozenten, Studierende und Repräsentanten der Deutschen Hochschule für Politik (1920–1933) im Widerstand gegen den Nationalsozialismus. Lukas-Verlag. (2008). pp. 287–293. ISBN 978-3-86732-032-0
- Hartmut Mitzlaff (2004). Adolf Reichweins (1898–1944) heimliche Reformpraxis in Tiefensee 1933–1939. Schneider. pp. 143–150. ISBN 3-89676-861-1
- アドルフ・ライヒヴァイン。で：フランツオステロス：社会主義の伝記辞書。亡くなった人格。パート1。 JHWディーツナハフ。ハノーバー1960年、246ページ f。
- Lothar Kunz, Sabine Reichwein (1999). „Die Jahre mit Adolf Reichwein prägten mein Leben“. Ein Buch der Erinnerung. C. H. Beck. ISBN 3-406-45358-9
- Andreas Urban (2005). Sachgerechte und prinzipiengerechte Behandlung politischer Fragen bei Adolf Reichwein. Johannes Gutenberg-Universität
- Horst E. Wittig ： Adolf Reichwein（1898–1944）。東アジアの文化、政治、経済的、社会的問題の調査を特別に考慮した、ナチス政権に対する抵抗における政治教育者の生活と仕事。エーゲルスバッハ1993。